# Gnophos thibetaria
Gnophos thibetaria là một loài bướm đêm trong họ Geometridae.